# 宮尾慈良
宮尾 慈良（みやお じりょう、1948年11月9日 - ）は、日本の演劇学者、アジア民族造形文化研究所教授、アジア演劇研究センター所長。早稲田大学・慶應義塾大学・日本大学芸術学部などで非常勤講師も務める。父親は宮尾しげをである。1983年から1990年代中旬まで、宮尾 瑛祥名義で代々木ゼミナール英語科講師を務めた。

## 経歴
- 1948年、東京生まれ
- 早稲田大学大学院文学研究科芸術学（演劇）専攻修士課程修了
- イースト・ウエスト・センター給費奨学生としてハワイ大学大学院演劇研究科博士課程留学
- East West Centre,Cultural Learning Institute, Fellow Reseacher
- 東京外国語大学アジア・アフリカ言語文化研究所共同研究員
- 慶應義塾大学地域研究センター共同研究員
- 学校法人聖徳学園 (東京都) 高等学校教諭
- 1983年から1990年代半ばまで代々木ゼミナール講師
- 東京女学館短期大学助教授
- お茶の水女子大学教育学部、桐朋学園芸術短期大学演劇学科、山梨大学教育学部、東京女子大学現代文化学部・非常勤講師

## 著書

### 演劇関連
- 『京劇研究文献目録』（範修堂、1982年）
- 『アジアの人形劇』（三一書房、1984年）
- 『アジア舞踊の人類学ダンス・フィールド・ノート] (PARCO Picture Backs)』（PARCO出版局、1987年）
- 『アジア舞踊の人類学』(沈雨晟訳・韓国語版・東文選、1991年）
- 『アジア人形博物館』（大和書房、1993年）
- 『アジア演劇人類学の世界』（三一書房、1994年）
- 『宇宙を映す身体　アジアの舞踊』（新書館、1994年）
- 『アジア演劇の原風景』（三一書房、1998年）
- 『これだけは知っておきたい　世界の民族舞踊（Performing Arts Books）』 （新書館、1998年）
- 『舞踊』（アンドレー・グロー著・日本語監訳）舞楽からディスコまで世界の舞踊をビジュアルで紹介（「ビジュアル博物館」第75巻）（同朋舎・角川書店、1999年）
- 『東南アジア演劇史の研究』（鼎書房、2000年）
- 『民俗芸能資料集1』（双渓舎、1999年）
- 『東南アジア演劇史の研究』（鼎書房、2000年）
- 『比較芸能論　思考する身体』（彩流社、2006年）
- 『舞踊の民族誌　アジア・ダンスノート』（彩流社、2007年）

### 共編
- 『アジアの芸術論』（永井啓夫共編、勉誠社、1998年）
- 『彩色中国看板図譜』（宮尾しげを著・宮尾 与男共編、国書刊行会、2004年）

[共著]
- 『演者と観客』日本民俗文化大系第７巻（小学館、1984年）
- 『暦と祭事』日本民俗文化大系第９巻（小学館、1984年）
- 『世界民族音楽大系』（平凡社、1988年）
- 『身ぶりと音楽』民族音楽叢書９（東京書籍、1990年）
- 『アジア・太平洋の民俗舞踊１』（ユネスコ・アジア文化センター、1991年）
- 『日本演劇史の視点』講座・日本の演劇第1巻(勉誠社、1992年）
- 『アジア・太平洋の民俗舞踊２』（ユネスコ・アジア文化センター、1993年）
- 『ラーマーヤナの宇宙 -伝承と民族造形』（春秋社、1998年）
- 『アジアの人形芸』（勉誠出版、1999年）

### 英語参考書（宮尾瑛祥 名義）
- 『宮尾の＜アッと驚く英語長文読解ルール＞（受験面白参考書）』（大和書房、1988年） ISBN 4479190112
- 『宮尾の英語構文ポイント102（オモ参ポイントシリーズ）』（大和書房、1993年） ISBN 4479190295
- 『宮尾の長文読解にでるパワフル英単語（受験面白参考書）』（大和書房、1995年） ISBN 447919035X
- 『宮尾の英語長文読解入門ゼミ』（代々木ライブラリー、1995年） ISBN 4896803655
- 『宮尾の英語長文読解実践ゼミ』（代々木ライブラリー、1995年） ISBN 4896803906
- 『English Word Building 英単語』（中道館、1992年） ISBN 4760708502
- 『English Word Building 英単語 ワークブック』（中道館、1998年）ISBN 4760708510